# Zhao Ziyang
Zhao Ziyang (en chino tradicional, 趙紫陽; en chino simplificado, 赵紫阳; pinyin, Zhào Zǐyáng; Wade-Giles, Chao Tzu-yang, nacido como Zhao Xiuye, Henan, 17 de octubre de 1919-Pekín, 17 de enero de 2005) fue un político de la República Popular China. Fue primer ministro de la República Popular China de 1980 a 1987 y secretario general del Partido Comunista de China desde 1987 hasta 1989. Durante su mandato se destacó por la implantación de reformas propias de la economía de mercado que incrementaron en gran medida la producción, y luchó contra la burocracia y la corrupción. Fue designado por Deng Xiaoping para hacerse cargo de las reformas políticas de China desde 1986. Fue expulsado del Partido por su apoyo a las manifestaciones estudiantiles de las protestas de la plaza de Tiananmén. Pasó los últimos quince años de su vida bajo arresto domiciliario.

## Llegada al poder
Zhao nació con el nombre de Zhao Xiuye, pero cambió su nombre de pila a Ziyang en la escuela secundaria. Hijo de un rico terrateniente de Hua, en la provincia de Henan, se unió a la Liga de la Juventud Comunista de China en 1932, y realizó un trabajo de base como oficial del Partido Comunista durante la segunda guerra sino-japonesa, y la subsiguiente guerra civil china. Su padre fue asesinado por los oficiales del partido a finales de la década de 1940. Entró en el alto mando del Partido Comunista en Guangdong en 1951 e introdujo muchas reformas agrarias de éxito. En 1952, Zhao empezó a disolver el sistema de comunas para devolver la tierra a los campesinos mediante la asignación de contratos de producción a cada familia. También dirigió una dura purga contra los acusados de corrupción o de tener lazos con el Kuomintang. En 1955, Zhao era el secretario del Partido en la provincia de Guangdong, a pesar de no ser miembro del Comité Central del Partido Comunista de China.
Al prestar su apoyo a las reformas de Liu Shaoqi, fue relevado del cargo de líder del Partido en Guangdong en 1967. Durante la Revolución Cultural, se le hizo desfilar por Cantón con un gorro destinado a ridiculizarle y fue denunciado como "apestosa escoria de la clase de los terratenientes". Pasó cuatro años realizando trabajos forzados en una fábrica. En 1971, se le destinó a trabajar como alto cargo político en Mongolia Interior, período tras el que volvió a Guangdong en 1972.
Zhao fue rehabilitado políticamente por Zhou Enlai en 1973, designado por el Comité Central del Partido y enviado a la mayor provincia de China, Sichuan, como primer secretario del Partido en 1975. Sichuan había sido económicamente devastada por el Gran Salto Adelante. Zhao puso patas arriba la provincia introduciendo reformas capitalistas radicales y exitosas, que llevaron a incrementar la producción industrial un 81 % y la agrícola un 25 % en tres años. Deng Xiaoping consideró la "experiencia de Sichuan" como el modelo para la reforma económica china y Zhao entró en el Buró Político como miembro suplente en 1977 y como miembro pleno en 1979. Se unió al Comité Permanente del Buró Político en 1982.

## Líder reformista
Tras seis meses como vice primer ministro, fue elegido primer ministro en 1980 para reemplazar a Hua Guofeng, el sucesor designado por Mao Zedong, que había sido expulsado del poder por Deng Xiaoping. Desarrolló la «teoría de la primera plataforma», un sistema para transformar el sistema socialista y estableció los fundamentos de gran parte de las consiguientes reformas económicas. Como primer ministro emprendió muchas de las políticas que tuvieron éxito en Sichuan, como la concesión de autogestión limitada a las empresas industriales y el incremento de los controles sobre la producción de los campesinos. Zhao persistió también en abogar por una apertura en las relaciones exteriores de la República Popular China, incubando buenas relaciones con las naciones occidentales que podían ayudar al desarrollo económico de China.
Fue un sólido creyente en el partido, pero su definición del socialismo era muy diferente de la de los conservadores. Zhao consideraba la reforma política «la prueba más grande a la que se enfrenta el socialismo». Creía que el progreso económico estaba inextricablemente ligado a la democracia. En 1986 fue el primer alto cargo del Partido que hizo un llamamiento al cambio, ofreciendo la posibilidad de ascender al Comité Central a los candidatos electos de los pueblos y ciudades.
En la década de 1980, fue etiquetado como un revisionista del marxismo. Abogó por la transparencia gubernamental y el diálogo nacional que incluiría a los ciudadanos de a pie en la política, lo que le hizo popular entre las masas. En Sichan, donde emprendió la reestructuración económica en la década de 1970, hay un dicho: «要吃粮，找紫阳 (yào chī liǎng, zhǎo Zǐyàng)». Este juego de palabras, difícilmente traducible, significa «si quieres comer, busca a [Zhao] Ziyang» (en mandarín, el verbo ‘buscar’, zhǎo, se pronuncia de manera muy similar al apellido Zhào).
En enero de 1987, Deng forzó al líder reformista Hu Yaobang a dimitir por ser demasiado permisivo con las protestas estudiantiles; Zhao le relevaría como Secretario General del Partido Comunista, mientras que el cargo de primer ministro pasaba a Li Peng. Esto situó a Zhao como máximo candidato a la sucesión de Deng como líder del país. Mientras que el secretario general Zhao favorecía el debilitamiento de los controles gubernamentales sobre la industria y la creación de áreas de libre comercio en las regiones costeras, el primer ministro Li emprendió una aproximación cautelosa que se apoyaba más en la economía planificada.
En el Congreso del Partido Comunista de 1987, Zhao declaró que China estaba en una «primera etapa del socialismo» que podía durar 100 años. Bajo esta premisa, China necesitaba experimentar con varios sistemas económicos para estimular la producción. Zhao propuso separar los papeles del Partido y el Estado, una propuesta que desde entonces ha sido un tabú. Según observadores occidentales, los dos años de servicio de Zhao como Secretario General fueron los más abiertos en la historia moderna de China. Se relajaron muchas limitaciones de la libertad de expresión y libertad de prensa, permitiendo a los intelectuales proponer libremente mejoras para el país.
La propuesta de Zhao de mayo de 1988 de acelerar la reforma de precios conllevó las quejas del pueblo a causa de la inflación y creó oponentes de una reforma rápida. Esto precipitó un debate político, que se fue calentando durante el verano de 1988 a 1989.

## Tiananmén, purgas y arresto domiciliario
La muerte de Hu Yaobang el 15 de abril de 1989, junto a los apuros económicos causados por la alta inflación, fueron la llama que provocó las protestas a gran escala de la Revuelta de la Plaza de Tiananmén de estudiantes, intelectuales, y otras partes afectadas de la población urbana. Los manifestantes estudiantiles, aprovechándose de la poco férrea atmósfera política, reaccionaron a un gran número de causas de descontento, que atribuían a la lentitud de las reformas. Irónicamente, buena parte de las críticas se dirigían contra Zhao. La línea dura del partido llegó a la conclusión opuesta, considerando que las reformas aceleradas habían causado el ambiente de confusión y frustración entre los estudiantes. Los manifestantes pedían el final de la corrupción y la defensa de las libertades garantizada por la Constitución de la República Popular China. Las protestas se difundieron por muchas otras ciudades, incluyendo Shanghái y Cantón. Estas protestas ocurrieron en el momento en el que los gobiernos comunistas de Europa del Este se derrumbaban. Los líderes conservadores estaban horrorizados ante la perspectiva de que las protestas de Tiananmén pudieran derrocar al gobierno.
Los trágicos acontecimientos de la Revuelta de la Plaza de Tiananmén sellaron el destino de Zhao e hicieron imposible cualquier reforma democrática. Mientras hacía una visita oficial a Pionyang, los líderes de la línea dura aprovecharon la oportunidad para declarar a los manifestantes «contrarrevolucionarios». Para cuando Zhao volvió a Pekín, los líderes comunistas Deng Xiaoping, Yang Shangkun y Li Peng estaban acabando sus planes para declarar la ley marcial y aplastar las protestas democráticas de la Plaza de Tiananmén. En la noche del 18 de mayo, Zhao fue convocado a la casa de Deng en Zhongnanhai y un apresurado Comité Permanente del Buró Político declaró la ley marcial, siendo Zhao el único en disentir. Poco después de las cinco de la mañana del 19 de mayo, Zhao apareció en la Plaza de Tiananmén y deambuló entre la multitud de manifestantes. Usando un megáfono suplicó que abandonasen la plaza diciendo «He llegado demasiado tarde. No podéis continuar así. Nosotros fuimos jóvenes también y teníamos arranques de energía semejantes. También hemos organizado manifestaciones y recuerdo aquella situación. Tampoco pensábamos en las consecuencias». Ésta fue la última vez que Zhao fue visto en público.
Los manifestantes no se dispersaron. Un día después de la visita de Zhao a la Plaza, el primer ministro Li Peng declaró públicamente la ley marcial. Durante la lucha de poder siguiente Zhao fue despojado de todos sus cargos. La motivación de Zhao sigue siendo objeto de debate. Algunos dicen que se adentró en la plaza con la esperanza de que un gesto conciliador le ganaría apoyos frente a los altos cargos conservadores como el primer ministro Li Peng. Otros creen que apoyó a los manifestantes, pero no quería verles dañados cuando se llamó al ejército. Tras la masacre, Zhao sufrió arresto domiciliario y fue relevado en la secretaría general del Partido por Jiang Zemin, que había sofocado protestas similares en Shanghái sin necesidad de recurrir a la fuerza. El proceso fue ilegal en los términos de la constitución de la República Popular China, pues la Asamblea Popular Nacional, el único órgano que podía destituirlo, no estuvo presente. La forma de su destitución es una de las grandes razones por las que su imagen no fue rehabilitada tras su muerte, así como la razón de que muchos manifestantes de Tiananmén están considerados todavía delincuentes por el Gobierno. Si el Partido Comunista admitía que su gestión de la revuelta fue errónea, tendría que enfrentarse a la destitución inconstitucional de Zhao del poder. Si admitían que su acción fue ilegal, los políticos que la emprendieron sería culpables de traición, incluido Jiang Zemin.
Zhao permaneció bajo estricta supervisión y se le permitió abandonar su finca o recibir visitas sólo con el permiso de los más altos dignatarios del Partido. Hubo informes esporádicos de la asistencia de Zhao asistiendo al funeral de un camarada muerto, visitando otras partes de China y jugando al golf en Pekín, pero el Gobierno le mantuvo oculto y apartado de las noticias y los libros de historia. Durante ese período, sólo unas pocas fotografías de un encanecido Zhao llegaron a los medios de comunicación. Zhao escribió cartas en al menos dos ocasiones, dirigidas al Gobierno chino, en las que pedía la reconsideración de la Masacre de Tiananmén. Una de esas cartas apareció en la víspera del XV Congreso Nacional del Partido Comunista. La otra salió a la luz durante una visita a China del Presidente de los Estados Unidos Bill Clinton, en 1998. Ninguna de las dos se publicó en los medios de comunicación de China.

## Muerte y repercusiones
En febrero de 2004, Zhao padeció un ataque de neumonía que trajo como consecuencia una disfunción pulmonar grave y fue hospitalizado durante tres semanas. Zhao fue nuevamente hospitalizado por neumonía el 5 de diciembre de 2004. Los rumores sobre su muerte fueron rechazados oficialmente a principios de enero de 2005. Más tarde, el 15 de enero, se informó de que estaba en coma a causa de varias apoplejías cerebrales. De acuerdo con el activista Frank Lu, el vice primer ministro Zeng Qinghong visitó a Zhao en el hospital. Zhao murió el 17 de enero en un hospital de Pekín a las 07:01 a la edad de 85 años. Su segunda mujer, Liang Boqi, y sus cinco hijos (una mujer y cuatro varones), le sobrevivieron.
La respuesta del Gobierno a la muerte de Zhao fue significativamente discreta, probablemente debido al temor a que un luto masivo encendiera la llama de protestas nacionales como había ocurrido previamente tras las muertes de Zhou Enlai y Hu Yaobang. La agencia de noticias oficial Xinhua publicó un comunicado de cuatro líneas en su página web que decía que "el camarada Zhao Ziyang" había fallecido, sin hacer ninguna mención a sus títulos oficiales o el legado que dejó su liderazgo. Todos los periódicos chinos publicaron el mismo obituario de 59 palabras el día siguiente a su fallecimiento, así que los medios principales de difusión de la noticia fueron los presentes en Internet. Los foros de Internet como el Fórum de la Nación Fuerte y SINA.com se inundaron de mensajes que expresaban condolencias por Zhao, aunque dichos mensajes fueron rápidamente borrados por los moderadores, tras lo cual aparecieron más mensajes atacando a los moderadores.
En Hong Kong, entre 10.000 y 15.000 personas asistieron a la vigilia en recuerdo de Zhao. Algunos chinos continentales, como Chen Juoyi  dijeron que era ilegal que los legisladores de Hong Kong se unieran a una ceremonia alegando que "...bajo el lema 'un país, dos sistemas' un legislador de Hong Kong no puede preocuparse por nada concerniente a la China Continental." Esta declaración causó una tormenta política en Hong Kong que continuó durante tres días tras su discurso. Szeto Wah, el presidente de la Asociación de Hong Kong en Apoyo a los Movimientos Democráticos Patrióticos en China, dijo que los comunistas no tenían derecho a reprimir el memorial. Los 24 legisladores atacaron al presidente del Consejo Legislativo de Hong Kong insistiendo en que la seguridad debía de reforzarse en la Plaza de Tiananmén y en la casa de Zhao, y que las autoridades intentarían impedir cualquier demostración pública de duelo.
También se celebraron actos en recuerdo de Zhao entre las comunidades chinas en el exterior, como por ejemplo en Nueva York y Washington D. C., a los que asistieron algunos políticos estadounidenses y disidentes exiliados.
Los cargos de Zhao le habrían garantizado normalmente un funeral de Estado, pero el Gobierno de la República Popular China declaró que los preparativos funerarios de líderes pasados no se volverían a celebrar. Sin embargo, tanto en 2019 como en 2022, Li Peng como Jiang Zemin tuvieron respectivamente, un funeral acorde a su rango.
El 29 de enero de 2005, el Gobierno celebró una ceremonia funeraria en su honor en el Cementerio Revolucionario de Babaoshan, un lugar reservado para los héroes revolucionarios y altos cargos del Gobierno, al que asistieron 2.000 condolidos a los que se había autorizado previamente a asistir. Muchos disidentes, entre ellos el secretario de Zhao Bao Tong y la líder de las Madres de Tiananmén, Ding Zilin, fueron puestos bajo arresto domiciliario para impedir su asistencia al acto. El alto cargo más importante que asistió al acto fue Jia Qinglin, cuarto en la jerarquía del partido. Se permitió a los asistentes ver el cuerpo de Zhao cubierto por una bandera en grupos de cinco y presentar sus respetos a la familia. Se prohibió que trajeran flores o escribieran sus propios mensajes en las flores que llevó el Gobierno. No se pronunció ningún elogio porque la familia de Zhao y el Gobierno no se pusieron de acuerdo respecto a su contenido: mientras que el Gobierno quería decir que cometió errores, su familia rechazó que hubiera hecho nada incorrecto. El día de su funeral, la televisión estatal mencionó la muerte de Zhao por primera vez y emitió un corto obtiuario reconociendo su contribución a las reformas económicas, pero diciendo también que había cometido "serios errores" durante las protestas de 1989. Tras la ceremonia, Zhao fue incinerado. Sus cenizas se llevaron a su casa en Pekín, pues el Gobierno le denegó un lugar en Babaoshan.

## Intentos de rehabilitación
En 2005, el expresidente Wan Li se unió a más de 20 miembros retirados del Buró Político, incluyendo a Tian Jiyun, exvicepresidente, pidiendo al Gobierno central la rehabilitación del nombre de Zhao y que celebraran un memorial en honor de sus importantes contribuciones a China. El gobierno chino accedió a celebrar una ceremonia para honrar al último presidente del Partido Comunista, pero acabó siendo demasiado corto como para satisfacer las peticiones.

## Memorias
En mayo de 2009 se publicaron en Hong Kong sus memorias bajo el título Prisionero del Estado: diario secreto del primer ministro Zhao Ziyang, resultado de treinta horas de grabación magnetofónica en su confinamiento, gracias a la ayuda de cuatro amigos exaltos funcionarios, entre ellos Xiao Hongda, antiguo subdirector de la Comisión de Disciplina del PCCh, y Du Daozheng, un reformista director de la Administración General de Publicaciones a finales de los ochenta. Allí cuenta sin ahorrar detalles las rivalidades políticas, conjuras, manipulaciones e ilegalidades que condujeron a la declaración de la ley marcial y a la matanza de cientos (la cifra no ha sido nunca aclarada) de estudiantes, obreros y simpatizantes en las calles de Pekín en la noche del 3 al 4 de junio de 1989. Contrariamente a lo que se pensaba hasta ahora -que la decisión de enviar el Ejército para aplastar las protestas fue consecuencia del resultado de tres a dos votos en una consulta del Comité Permanente del Politburó-, Zhao asegura que no hubo tal votación y que Deng dio la orden, influido por Li Peng. Cuestiona también la creencia extendida de que Deng Xiaoping fue el padre de las reformas que han transformado China. Roderick MacFarquhar, profesor de historia en la Universidad de Harvard, escribe en el prólogo del libro que de la lectura se deduce que el verdadero arquitecto es Zhao Ziyang, ya que fue él quien, por ejemplo, se dio cuenta de que el sistema de colectivización rural "estaba obsoleto". "Como Zhao reconoce, sin el apoyo de Deng nunca habría sido posible llevarlas a cabo. Pero no fue Deng quien realizó el gran avance, fue Zhao". Por otra parte defendió al final de su vida que China debía caminar hacia una democracia parlamentaria de tipo occidental -algo que los dirigentes actuales han insistido que Pekín nunca hará- "porque es el mejor sistema disponible". De lo contrario, según afirmó, "será imposible" solucionar problemas "como la corrupción rampante y la creciente brecha entre ricos y pobres" ni "materializar el gobierno de la ley".